# موسیقی میخانه‌ای
موسیقی میخانه‌ای یا میخانا (به ترکی آذربایجانی:Meyxana) نوعی موسیقی آذربایجانی است. تفاوت میخانا با مشاعره‌های دیگر، فی‌البداهه بودن آن است. شعرا میخانا غزل خوانان باید در جواب فرد مقابل، فی‌البداهه بیتی با قافیه ای که از قبل توسط شعرا مشخص شده‌است بسرایند. یکی دیگر از تفاوت‌های میخانا با دیگر مشاعره‌ها، تعداد شعرا است. شعرا می‌توانند بیش از دو نفر باشند. حتی در بعضی از مشاعره‌ها ۱۵ نفر شاعر هم وجود دارد.
از جمله شعرای میخانه ی آذربایجان: کربلایی ووقار بیلجرلی، آیدین خیردالانلی، بایرام کوردخانلی، مشدبابا، آقا سلیم، آقا کریم، مولا محمد، الچین مشداغالی، رشاد داغلی، پرویز بولبوله، پرویزصابرآبادلی، لریک، آقامیرزا، ماهیر جورت، اورخان لوکباتان، روفت ناسوسنی، علی اکبر یاسامال، زیرعلی، مهدی، روسلان موشفیق، علی اکبر ناصیر، مهمان مشتاغالی و…
بعد از وفات آیدین خیردالان و ووقار بیلجرلی رهبری میخانه بدست رشاد داغلی افتاد که متاسفانه در ۹ نوامبر۲۰۲۲ با ایجاد تله برای رشاد داغلی و واسطه قرار دادن شخص معتادی برای تحریک و استفاده از حساس بودن او به فحش، رشاد داغلی اقدام به قتل این شخص معتاد کرد و خودرا به پلیس معرفی کرد.
پیش از این مشد بابا شاعر برتر آذربایجان و الچین مشتاغالی  با ایجاد توطئه بین دو ددست درگیر شده و الچین مشتاغالی( دوست صمیمی مشدبابا ) به ضرب چاقوی مشد بابا کشته شده و مشد بابا به مدت ۹ سال حبس کشید و بعد از آزادی در سال ۲۰۱۳ اقدام به خودکشی کرد.
میخانه ی آذربایجان هم اکنون به زبان های ترکی آذربایجانی، ترکی استانبولی، روسی و عربی  در کشورهای آذربایجان، روسیه و کشورهای عربی گفته می شود، طبق گفته هایی در آینده نه چندان دور میخانه به زبان انگلیسی نیز شروع خواهد شد و مانند سبک موسیقی رپ گسترش خواهد یافت.
در ایران نیز تعدادی از افراد با استعداد و شاعر  میخانه از جمله علی حقیقت، آرش خویلی،توحید کریمی، فرشید، ابوالفضل تبریزلی( ابوالفض دهقانی )، امیراحسان میانا، اکبر سونگونلو( اکبر قدیری سونگون )و... وجود دارند، ولی هنوز حمایتی صورت نگرفته و صحنه هایی برای حضور ادبیات میخانه آذربایجان در ایران وجود ندارد.

## انواع میخانه

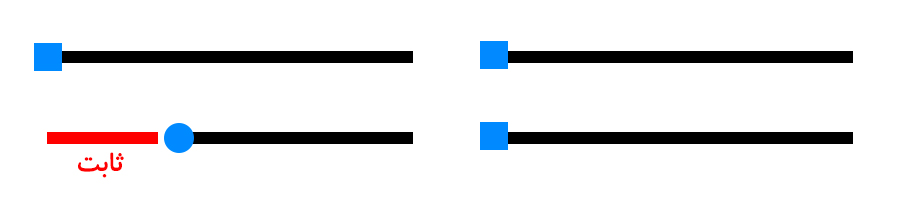
قالب شعری میخانا

- هر شاعر می‌بایست دو بیت آهنگین بسراید که سه مصراع اول با هم، هم قافیه باشند و مصراع چهارم باید با مصراعی که از قبل توسط شعرا سروده شده، هم قافیه باشد. در آخر مصراع چهارم، یک یا چند کلمه ثابت وجود دارد که قبل آن قافیه به کار می‌رود. که به این دو بیت، بیت میخانه‌ای می‌گویند.
- سخت‌ترین قالب، قالب مکمل است. قافیه‌ها، مصراع‌ها، و… این قالب با قالب اصلی و معمولی تفاوتی ندارد. ولی تفاوت اصلی در این است که میخانه مکمل، دارای دو بند است که هر بخش شامل یک بیت میخانه‌ای است.
- قالب دیگری بدون قافیه مشترک بین شعرا وجود دارد و بجای قافیه مشترک، در آخر پس از چهار مصراع یک مصراع ثابت وجود دارد.

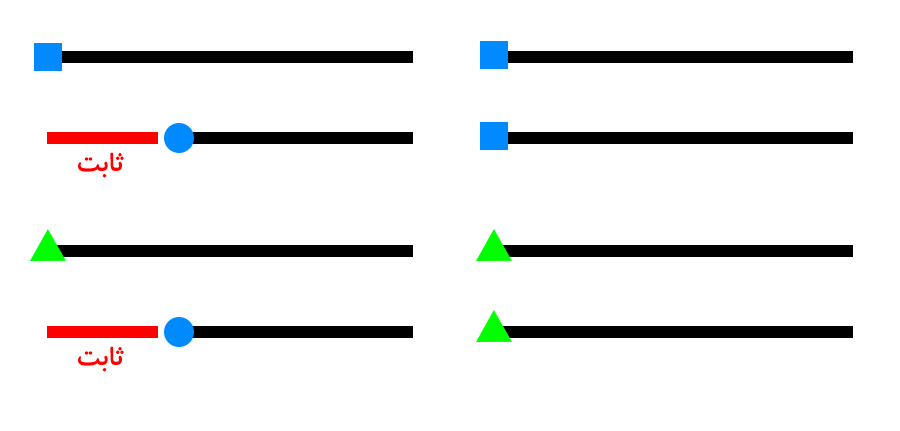
قالب شعری میخانا مکمل

- یکی از این قالب‌ها، قالبی است که دارای آهنگ است. در این قالب چهار مصراع اول با هم، هم قافیه هستند و شعرا از قبل هیچ قافیه و مصراعی نساخته‌اند و پس از چهار مصراع، شعرا ترانه یا سرود معروفی را می‌خوانند.
- قالب آخر، قالبی است که در بعد از چهار مصراع، قافیه به صورت جدا گفته می‌شود و بخش ثابت ندارد. معروف‌ترین مشاعره با این قالب، مشاعره پراموی (قافیه جنجالی پرویز بلبله) است.